# Gennadi Xenafontowitsch Satschenjuk

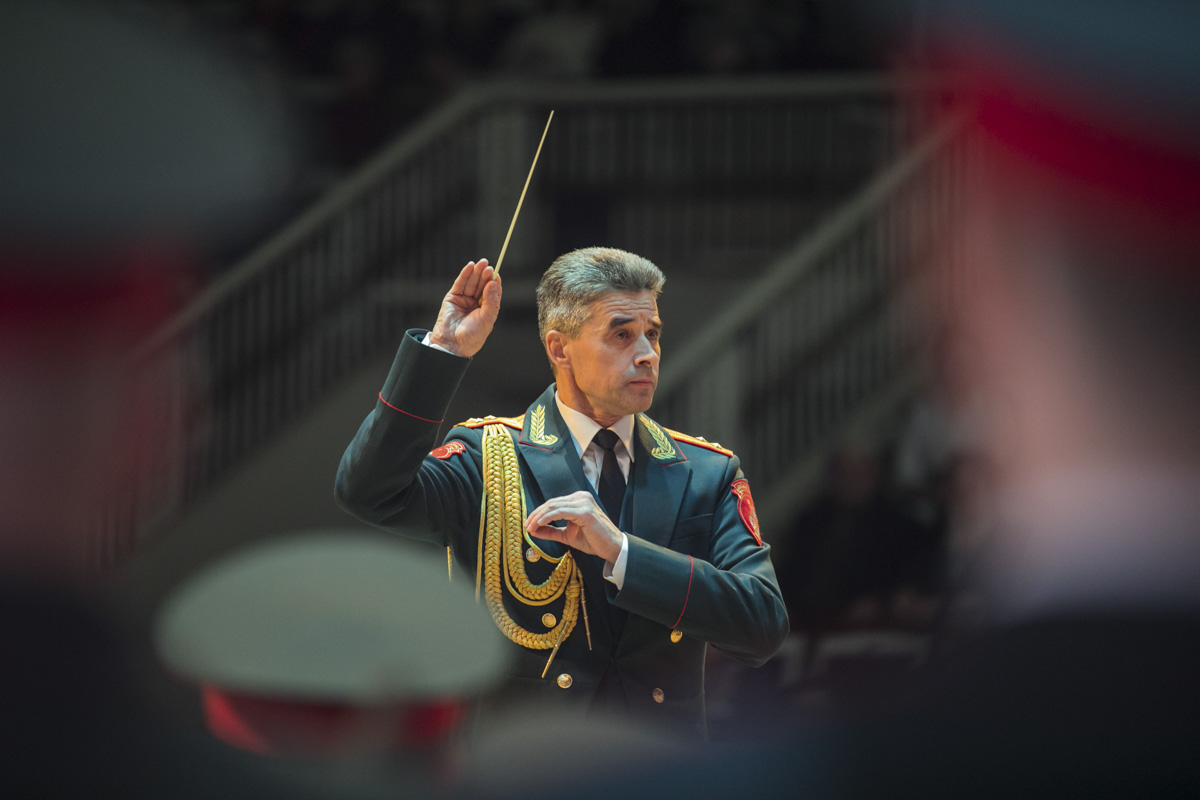
Gennadi Xenafontowitsch Satschenjuk (2018)

Gennadi Xenafontowitsch Satschenjuk (russisch Геннадий Ксенафонтович Саченюк, geboren am 24. Dezember 1967 in Gornostajewka, in der Oblast Cherson, Ukrainische Sozialistische Sowjetrepublik) ist ein russischer Dirigent und seit 2017 Leiter des Alexandrow-Ensembles.

## Biografie
1986 schloss Satschenjuk die staatliche Musikschule von Cherson ab. Sein Instrument ist die Posaune. Von 1986 bis 1991 studierte er an der Militärischen Dirigentenfakultät des Moskauer Tschaikowski-Konservatoriums. An dieser Fakultät begann er auch seine militärische Laufbahn als Leiter eines Ausbildungsensembles. Anschließend war dort als stellvertretender Leiter der Ausbildungsabteilung und Leiter des Aufnahmestudios tätig.
Am 29. Dezember 2000 wurde Satschenjuk zum stellvertretenden Leiter des Alexandrow-Ensembles ernannt. Er übte ab 2013 auch die Funktion des künstlerischen Leiters aus. Er trug maßgeblich zur Wiederbelebung des Ensembles bei, nachdem viele seiner Mitglieder beim Absturz einer Tu-154 über dem Schwarzen Meer im Dezember 2016 ums Leben gekommen waren. Am 24. März 2017 wurde er zum Leiter des Alexandrow-Ensembles ernannt.
Satschenjuk ist Autor zahlreicher Orchestrierungen und Instrumentierungen von Werken für Solisten, Chor und Ballett. Er organisierte die Veröffentlichung von CDs des Ensembles (u. a. anlässlich des 125. Geburtstages des Ensemblegründers Alexander Alexandrow und zum 100. Geburtstag des Ensembleleiters Boris Alexandrow).
Sein aktueller Dienstgrad im März 2023 ist Oberst.

## Auszeichnungen
Satschenjuk erhielt zahlreiche militärische Auszeichnungen. Außerdem wurde er 2003 als Verdienter Kulturschaffender der Russischen Föderation und 2019 als Verdienter Künstler der Russischen Föderation ausgezeichnet.